# Équipe d'Italie automobile
L'A1 Team Italie est l'équipe représentant l'Italie dans la compétition automobile d'A1 Grand Prix.

## Historique
C'est en 1904, lors de la Coupe Gordon Bennett que des pilotes italiens représentant l'Italie participent pour la première fois à une Coupe Internationale. Sur des voitures produites par Fiat, Vincenzo Lancia et Alessandro Cagno termine respectivement huitième et dixième alors que Luigi Storero doit abandonner. L'année suivante Felice Nazzaro et Alessandro Cagno terminent deuxième et troisième.
En 2005, au moment de la création du championnat A1, l'Italie s'engage naturellement. Tout au long des quatre saisons, Piercarlo Ghinzani était le propriétaire de la franchise.
Dans la première saison 2005-2006, Enrico Toccacelo termine deux fois sur le podium et l'équipe fini à la 14e place du championnat avec 46 points. La saison suivante est meilleure avec trois podiums dont une victoire, avec 52 points, et termine à la 7e au championnat.
Lors de la 3e saison l'équipe termine 18e du championnat avec 12 points et ne monte jamais sur le podium. Pour la saison 2008-09, Edoardo Piscopo est de retour et sera rejoint par Fabio Onidi. La couleur bleu traditionnelle « Squadra azzurra » de la voiture est remplacé par les couleurs du drapeau vert, blanc, rouge.

## Palmarès
- 2005-2006 : 16e avec 46 points
- 2006-2007 : 7e avec 52 points
- 2007-2008 : 18e avec 12 points
- 2008-2009 : 16e avec 17 points

## Pilotes
- 2005-2006 : Massimiliano Busnelli, Max Papis, Enrico Toccacelo
- 2006-2007 : Alessandro Pier Guidi, Enrico Toccacelo
- 2007-2008 : Edoardo Piscopo, Enrico Toccacelo
- 2008-2009 : Edoardo Piscopo, Fabio Onidi, Vitantonio Liuzzi